# Libythea livida
Libythea livida är en fjärilsart som beskrevs av De Sagarra 1926. Libythea livida ingår i släktet Libythea och familjen praktfjärilar. Inga underarter finns listade i Catalogue of Life.